# Francheville (Eure)
Francheville és un municipi francès situat al departament de l'Eure i a la regió de Normandia. L'any 2007 tenia 1.225 habitants.

## Demografia

### Població
El 2007 la població de fet de Francheville era de 1.225 persones. Hi havia 508 famílies, de les quals 156 eren unipersonals (56 homes vivint sols i 100 dones vivint soles), 168 parelles sense fills, 152 parelles amb fills i 32 famílies monoparentals amb fills.
La població ha evolucionat segons el següent gràfic:
Habitants censats

### Habitatges
El 2007 hi havia 668 habitatges, 508 eren l'habitatge principal de la família, 115 eren segones residències i 45 estaven desocupats. 616 eren cases i 47 eren apartaments. Dels 508 habitatges principals, 351 estaven ocupats pels seus propietaris, 155 estaven llogats i ocupats pels llogaters i 2 estaven cedits a títol gratuït; 5 tenien una cambra, 43 en tenien dues, 110 en tenien tres, 156 en tenien quatre i 195 en tenien cinc o més. 472 habitatges disposaven pel capbaix d'una plaça de pàrquing. A 246 habitatges hi havia un automòbil i a 205 n'hi havia dos o més.

### Piràmide de població
La piràmide de població per edats i sexe el 2009 era:
| Homes | Edats   | Dones |
| ----- | ------- | ----- |
| 0     | 95 o +  | 0     |
| 4     | 90 a 94 | 0     |
| 8     | 85 a 89 | 8     |
| 4     | 80 a 84 | 24    |
| 12    | 75 a 79 | 16    |
| 32    | 70 a 74 | 12    |
| 16    | 65 a 69 | 28    |
| 44    | 60 a 64 | 16    |
| 40    | 55 a 59 | 40    |
| 32    | 50 a 54 | 40    |
| 24    | 45 a 49 | 32    |
| 36    | 40 a 44 | 56    |
| 48    | 35 a 39 | 52    |
| 40    | 30 a 34 | 44    |
| 56    | 25 a 29 | 32    |
| 16    | 20 a 24 | 32    |
| 52    | 15 a 19 | 36    |
| 52    | 10 a 14 | 64    |
| 44    | 5 a 9   | 36    |
| 20    | 0 a 4   | 32    |

## Economia
El 2007 la població en edat de treballar era de 790 persones, 590 eren actives i 200 eren inactives. De les 590 persones actives 528 estaven ocupades (271 homes i 257 dones) i 62 estaven aturades (30 homes i 32 dones). De les 200 persones inactives 87 estaven jubilades, 43 estaven estudiant i 70 estaven classificades com a «altres inactius».

### Ingressos
El 2009 a Francheville hi havia 507 unitats fiscals que integraven 1.215 persones, la mediana anual d'ingressos fiscals per persona era de 16.241 €.

### Activitats econòmiques
Dels 42 establiments que hi havia el 2007, 1 era d'una empresa alimentària, 5 d'empreses de fabricació d'altres productes industrials, 12 d'empreses de construcció, 7 d'empreses de comerç i reparació d'automòbils, 1 d'una empresa de transport, 3 d'empreses d'hostatgeria i restauració, 1 d'una empresa d'informació i comunicació, 4 d'empreses immobiliàries, 3 d'empreses de serveis i 5 d'empreses classificades com a «altres activitats de serveis».
Dels 15 establiments de servei als particulars que hi havia el 2009, 1 era una oficina de correu, 1 taller de reparació d'automòbils i de material agrícola, 1 paleta, 1 guixaire pintor, 3 fusteries, 3 lampisteries, 2 electricistes, 1 empresa de construcció, 1 perruqueria i 1 restaurant.
Dels 3 establiments comercials que hi havia el 2009, 1 era una botiga de més de 120 m², 1 una botiga de menys de 120 m² i 1 una fleca.
L'any 2000 a Francheville hi havia 22 explotacions agrícoles que ocupaven un total de 950 hectàrees.

## Equipaments sanitaris i escolars
El 2009 hi havia una escola elemental.

## Poblacions properes
El següent diagrama algunes poblacions properes.